# فرط المنعكسات
يعرف فرط المنعكسات بأنه ردود فعل مفرطة أو فرط الاستجابة. من الأمثلة على ذلك قابلية الارتعاش أو التشنج، التي تدل على مرض في الخلايا العصبية الحركية العليا، وكذلك نقص أو فقدان السيطرة التي تمارس عادة من قبل مراكز الدماغ العليا على المسارات العصبية السفلى (إزالة التثبيط).

## الأسباب
السبب الأكثر شيوعًا لفرط المنعكسات هو إصابة الحبل الشوكي. المحفزات القياسية مثل ملء المثانة يمكن أن يسبب استجابات مفرطة من الجهاز العصبي، مثل هذه الأسباب ليست معروفة.
لكن يمكن أن يتم إنتاج فرط المنعكسات عن طريق العديد من الأسباب الأخرى، بما في ذلك الأدوية والآثار الجانبية المنشطة، وفرط نشاط الغدة الدرقية، وعدم التوازن الإلكتروليتي، ومتلازمة السيروتونين، والصدمات الدماغية الشديدة، والتصلب المتعدد، ومتلازمة راي، وتسمم الحمل.

## العلاج
العلاج يعتمد على تشخيص الأمراض المحددة المسببة لهذا العرض. إذا ما كان ناجما عن استخدام المنشطات أو غيرها من المواد، فإن العلاج قد يتضمن إيقاف استخدام هذه الأدوية.

## التعافي
التعافي من فرط المنعكسات يمكن أن يحدث بين عدة ساعات إلى عدة أشهر بعد إصابة الحبل الشوكي. ومع ذلك، من المرجح أن تحدث خطوة التعافي في عدة مراحل بدلا من كونها سلسلة متصلة. يمكن تعريف المرحلة المتأخرة على أنها تتراوح بين أسبوعين وعدة أشهر. غالبا ما يحضر الأفراد الذين يعانون من إصابات شديدة في الحبل الشوكي (SCI) في مرحلة متأخرة من التعافي لأنه خلال المراحل المبكرة يتعرضون لصدمة في العمود الفقري. يمكن أن يعود كل من المنعكس والتعافي الحركي بشكل متزامن في بعض الأحيان.

## وصلات خارجية
- NIH/Medline
- قاعدة بيانات الأمراض (DDB): 20760

- Arch Phys Med Rehabil